# Hyantis hyperophthalma
Hyantis hyperophthalma är en fjärilsart som beskrevs av Brooks 1939. Hyantis hyperophthalma ingår i släktet Hyantis och familjen praktfjärilar. Inga underarter finns listade i Catalogue of Life.